# 冬花火 (氷青のアルバム)
『冬花火』（ふゆはなび）は、氷青の1枚目のオリジナルアルバム。2010年4月21日に5pb.Recordsから発売された。

## 収録曲
1. 冬花火 [:]
作詞・作曲：氷青／編曲：谷上純三
  - PCゲーム『真剣で私に恋しなさい!』エンディングテーマ
2. 向日葵 [:]
作詞・作曲：氷青／編曲：村上純
3. ピアノ [:]
作詞：氷青／作曲・編曲：ユウキコウ
  - 2015年5月29日発売のPCゲーム『すみれ』（ねこねこソフト）挿入歌として使用されている。
4. ホントノキモチ [:]
作詞：nel.／作曲・編曲：タナカノブマサ
  - ゲーム『つよきす 〜Mighty Heart〜』キャラクターソング（椰子なごみ）
5. 眠れる森 [:]
作詞・作曲：氷青／編曲：谷上純三
  - ドラマCD『最終神話戦争イデアオペラ 第三章 輝ける悠遠の女神』エンディングテーマ
6. SUMMER RAIN [:]
作詞：氷青／作曲・編曲：ユウキコウ
7. 青い風 [:]
作詞・作曲：氷青／編曲：あきづきかおる、サウンドプロデュース:上崎洋一
  - ドラマCD『ふたりのジャンヌ』エンディングテーマ
8. あなたがいなくて [:]
作詞・作曲：氷青／編曲：村上純